# 眉毛下制筋
眉毛下制筋（びもうかせいきん、英語: depressor supercilii muscle）は、人間の頭部の浅頭筋のうち、眼裂周囲の眼瞼筋に含まれる筋肉である。皮筋である。眼窩部内側方の一部（頬骨の内眼角の部）から起始し、眉の内側端（眉毛の下の皮膚）に停止する。作用は眉毛を下に引く事で目と目の付け根の横皺を作る。眼輪筋内側の一部としても扱われることもある。